# Maynardville
Maynardville è un comune degli Stati Uniti d'America, situato nello Stato del Tennessee, nella Contea di Union, della quale è il capoluogo.